# Amt Zahna

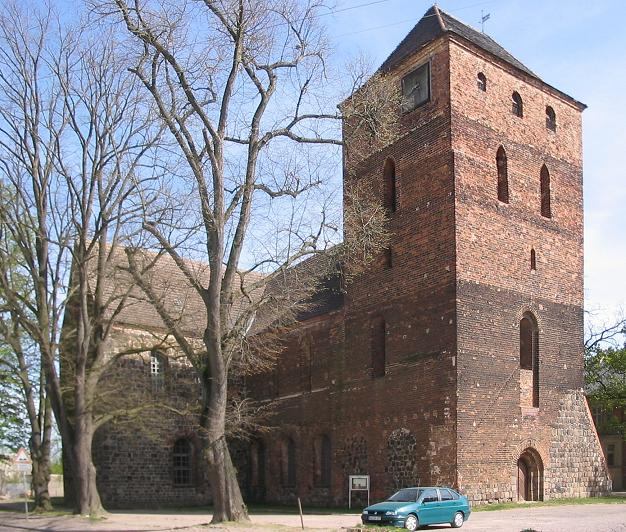
Die Evangelische Kirche St. Marien in Zahna, eine kreuzförmige Pfeilerbasilika, Ostteile in Feldstein, Westteile in Backstein aus der Zeit um 1200

Das Amt Zahna war eine kursächsische Verwaltungseinheit, die 1436 aus der Herrschaft Zahna, einer kleinen Adelsherrschaft mit Sitz auf der Burg Zahna gebildet wurde. Zwischen 1486 und 1490 wurde das Amt Zahna mit dem Amt Wittenberg vereinigt. Das Gebiet der Herrschaft Zahna bzw. des Amtes Zahna liegt heute auf die zwei Bundesländer Brandenburg und Sachsen-Anhalt verteilt in drei Landkreisen (Lkr. Wittenberg, Landkreis Potsdam-Mittelmark und Landkreis Teltow-Fläming).

## Geschichte
Der Burgward Zahna wird bereits 1187 erstmals erwähnt. Die Herren von Zahna scheinen unabhängig von den anderen Territorialherren die kleine Herrschaft erworben zu haben. Sie waren edelfrei und erscheinen in den wenigen Urkunden nicht als Vasallen, sondern als Gleichgestellte. Die Herrschaft Zahna wurde von flämisch-niederdeutschen Zuzüglern besiedelt wie die Ortsnamen zeigen. Die Herren von Zahna starben bereits um 1200 herum aus. Die Herrschaft muss danach unter sachsen-wittenbergische Lehenshoheit gekommen sein. Die nächsten Besitzer der Herrschaft Zahna war die Familie von Wederden, die sich nach der Ortschaft Werderthau (Gem. Petersberg bei Halle) nannte. Sie waren dort wettinische Lehensleute. 1269 ist die wittenbergische Lehenshoheit erstmals dokumentiert. Es ist nicht geklärt, ob die sachsen-wittenbergischen Herzöge die Lehenshoheit bereits über die Herren von Zahna erlangten, oder erst über die von Wederden. Der Familiensage nach, soll die letzte Tochter eines Zahnaers Ingeburg mit einem Wederden verheiratet gewesen sein. Die Familie von Wederden konnte im 14. Jahrhundert sogar den herzoglich-sächsischen Burgbezirk Gommern der Magdeburger Burggrafschaft erwerben.

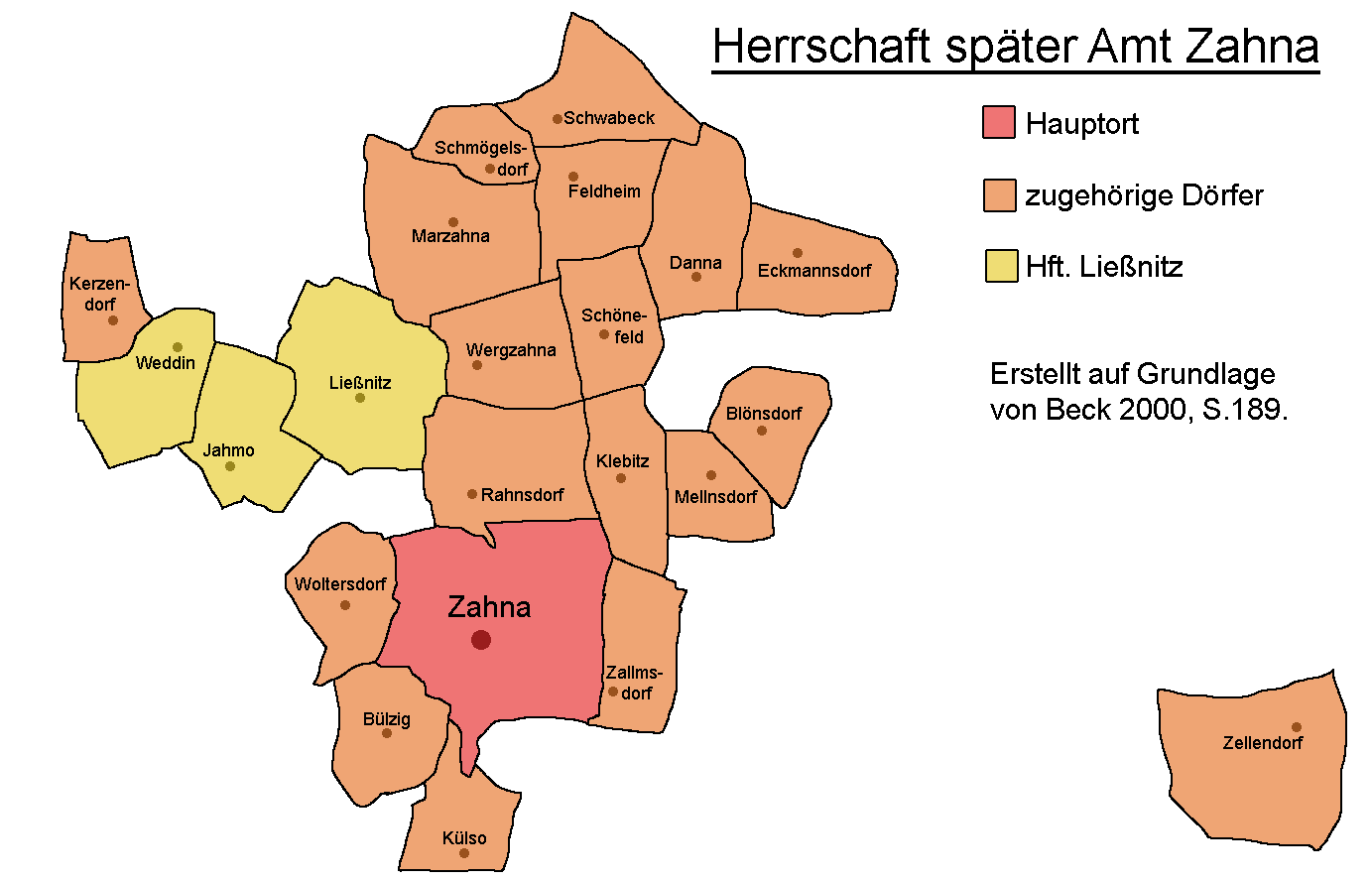
Karte vom Amt Zahna

1366 starben die von Wederden auf Zahna im Mannesstamm aus, und das Lehen fiel als erledigtes Lehen an den sächsisch-wittenbergischen Kurfürsten Rudolf II. heim. Schloss und Herrschaft Zahna wurden 1371 von seinem Nachfolger und Bruder Wenzel I. seiner Gemahlin Siliola (Cäcilia von Carrara) als Witwensitz übertragen. Siliola wurde 1388 Witwe und lebte bis 1430 auf Schloss Zahna. Kurfürst Friedrich der Sanftmütige wandelte Zahna 1436 in ein selbstständiges Amt um, Amtssitz war in Zahna. Seit 1437 verwalteten die Wittenberger Vögte meist zugleich auch das Amt Zahna, bis etwa 1470 sind jedoch auch gesonderte Schösser und Hausschreiber in Zahna belegt. Die Überschüsse aus Zahna flossen seit den 1430er Jahren in das Amt Wittenberg. Zwischen 1486 und 1490 wurde das Amt Zahna mit dem Amt Wittenberg vereinigt, bzw. der Amtssitz nach Wittenberg verlegt. Allerdings wurde es vom Amtmann in Wittenberg noch einige Jahrzehnte getrennt abgerechnet (z. B. 1513, 1545), bevor es endgültig im Amt Wittenberg aufging und auch der Name verschwand. Auch in den sächsischen Kirchen- und Schulvisitationen von 1524 ff. wurde der Begriff Amt Zahna noch weiter benutzt.

## Schloss Zahna als Amtssitz
Im Schloss Zahna als Sitz des Amtes wird 1454 ein kleines Wohnhaus für den Vogt, da der voit inne czit, wen her von myns hern wege da zuschicken hat, in Stand gesetzt. In Baurechnungen des Amtes tauchen zudem die Ring- bzw. Schlossmauer, das Kornhaus für die Getreidevorräte, die 1336 gegründete Kapelle (St. Johannes Baptiste und St. Andreas) und das Brückenhaus auf dem Schloss auf. 1471 steht auf dem Schloss noch ein Wohnhaus mit sechs Schlafstellen und zwei Tischen, mit Küche und Keller, zudem sind eine Harnischkammer mit Armbrüsten und Handbüchsen, ein Back- und Viehhaus, ein Brauhaus und die Schlosskapelle mit Inventar angeführt. Schweinstallungen und das Kornhaus sind aus den Vorräten zu erschließen.
1503 rissen Zimmerleute das alte Haus auf dem Schloss Zahna ab und errichteten ein neues Haus mit Küche und zwei Böden sowie einen Gang über die Mauer. Dem Schösser war befohlen worden, die Dächer besser in Stand zu halten; das Schindeldach der Kapelle wurde 1506 repariert. Dennoch hört man wenige Jahre später davon, dass die Gebäude im Schloss Zahna sehr verfallen würden.
1524 ließ der Wittenberger Amtsschösser die Kirchenkleinodien aus der Schlosskapelle – einen silbernen vergoldeten Kelch, einen Pazifikal (Kusstafel), drei Messgewänder, zwei Alben, zwei Umbrale und eine Stola – nach Wittenberg bringen. 1533 verstarb der Schlosskaplan, die Einkünfte wurden an Wittenberger und Zahnaer Geistliche verteilt.

## Zugehörige Orte
- Blönsdorf
- Bülzig
- Danna
- Eckmannsdorf
- Elster (Elbe)
- Feldheim
- Gielsdorf
- Kerzendorf
- Klebitz
- Külso
- Listerfehrda
- Marzahna
- Mellnsdorf
- Rahnsdorf
- Schmögelsdorf
- Schönefeld
- Schwabeck
- Wergzahna
- Woltersdorf
- Zahna
- Zallmsdorf

1513 gehörten zum Amt Zahna auch sechs Mühlen:
- Neue Mühle (bei Rahnsdorf)
- Dornbuschmühle (bei Zahna)
- Heiligegeistmühle (bei Zahna)
- Buckendorfs Mühle
- Hainmühle (bei Zahna)
- Mühle zu Bülzig

## Belege